# Garden Valley (Idaho)
Garden Valley – jednostka osadnicza w Stanach Zjednoczonych, w stanie Idaho, w hrabstwie Boise.